# Mohrenbrunnen (Freising)
Der Mohrenbrunnen ist eine Brunnenanlage in Freising (Oberbayern). Er wurde um das Jahr 1700 von dem Münchener Bildhauer Franz Ableithner im Stil des Barock geschaffen. Auftraggeber war der Freisinger Fürstbischof Johann Franz Eckher von Kapfing und Liechteneck.
Inspiriert von dem 1697 aufgestellten Andreasbrunnen, der ebenfalls aus der Werkstatt von Ableithner stammt, gab der kunstsinnige Bischof für den Platz in der Mitte des Domhofes vor dem Freisinger Dom einen Marmorbrunnen in Auftrag. In Anlehnung an das Wappen des Hochstifts Freising, das seit dem 13. Jahrhundert einen gekrönten Mohrenkopf zeigt, erschuf Ableithner eine stämmige, 2,10 Meter hohe Mohrenstatue, die aus einem Füllhorn Wasser speit. Die Figur wurde inmitten eines breiten Bassins aufgestellt und diente neben der Repräsentation des bischöflichen Kunstgeschmacks auch als Pferdetränke.
In den Wirren der Säkularisation und der Auflösung des Hochstiftes wurden zahlreiche Gebäude und Gegenstände, die mit der bischöflichen Herrschaft in Verbindung gebracht wurden, zerstört. So wurde der Mohrenbrunnen abgebrochen und landete als Schutt auf einer Halde des Steinmetzbetriebes der Gebrüder Einsele. Erst 1869 kam die Mohrenfigur bei Aufräumarbeiten nach dem Verkauf des Betriebes wieder zum Vorschein. Die rechte Hand mit dem Füllhorn war abgebrochen, die Figur stark verunreinigt. Der Steinmetz Franz stellte sie wieder her und verkaufte sie für 60 Gulden an die Stadt.
Der Magistrat der Stadt Freising fand für den Mohren zunächst keinen geeigneten Platz, da am ursprünglichen Standort in der Mitte des Domplatzes 1857 das Denkmal für Otto von Freising errichtet worden war. Daher wurde der Mohrenbrunnen in der städtischen Turnschulanlage, der heutigen Luitpoldanlage, aufgestellt. Auf Anregung des örtlichen Verschönerungsvereins wurde er im November 1901 an seinen heutigen Standort unterhalb des Domberges am rechten Ufer der Moosach gegenüber der Altöttinger Kapelle versetzt. Als Unterbau für die Figur wurde eine künstliche Felsformation aus Kalkstein geschaffen.
1998 wurde die Marmorfigur durch eine vom Bildhauer Wilhelm Breitsameter angefertigte Kopie aus istrischem Kalkstein ersetzt. Das Original befand sich von 1998 bis 2013 im Lichthof des Diözesanmuseums Freising. Es krönt seit 2024 den anlässlich des Jubiläums "1300 Jahre Korbinian in Freising" in der Mitte des neugestalteten Domplatzes nach historischem Vorbild wieder errichteten Dombrunnen. Das Denkmal für Bischof Otto wurde auf den Domhof südlich des Doms versetzt.

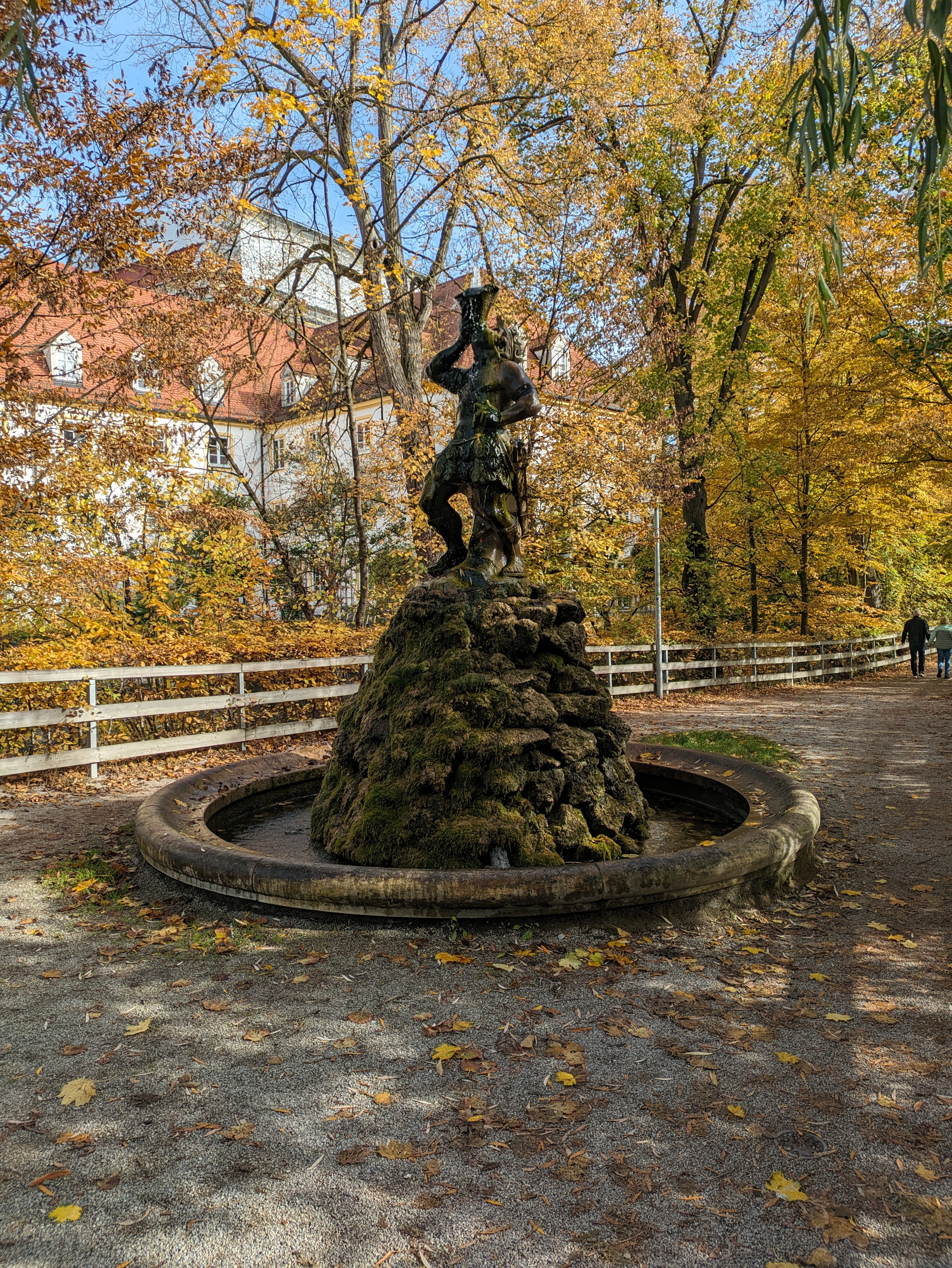
Mohrenbrunnen am Fürstendamm
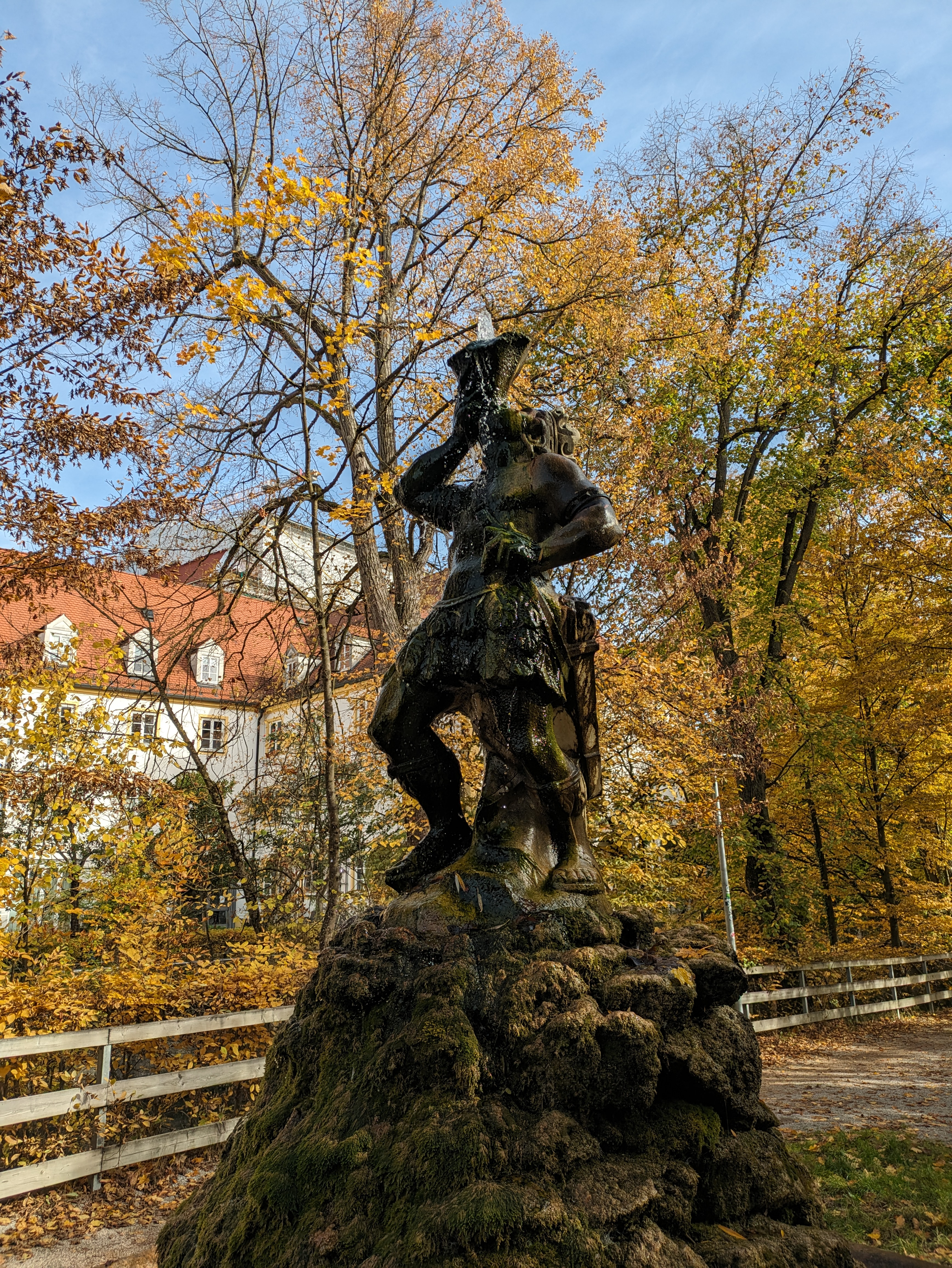
Detailaufnahme der Statue